# Баух, Ян
Ян Баух (чеш. Jan Bauch) — чехословацкий гребной рулевой, выступавший за сборную Чехословакии по академической гребле в 1920-х годах. Рулевой чехословацкой четвёрки на летних Олимпийских играх в Антверпене.

## Биография
Наиболее значимое выступление в своей спортивной карьере совершил в сезоне 1920 года, когда в качестве рулевого вошёл в состав чехословацкой национальной сборной и благодаря череде удачных стартов удостоился права защищать честь страны на летних Олимпийских играх в Антверпене. Будучи рулевым в составе экипажа-четвёрки, куда также вошли гребцы Иржи Виган, Доминик Штиллип, Ярослав Оплт и Йиндржих Мулач, выбыл из борьбы за медали уже в стартовом заезде на стадии полуфиналов, уступив спортсменам из Соединённых Штатов, которые в итоге стали серебряными призёрами этой олимпийской регаты.
В 1924 году Баух был заявлен на Олимпийские игры в Париже, где планировалось его выступление в восьмёрках, но в итоге чехословацкие гребцы не стали стартовать на этих Играх.